# Серу (Крез)
Серу (фр. Ceyroux) је насеље и општина у централној Француској у региону Лимузен, у департману Крез која припада префектури Гере.
По подацима из 2011. године у општини је живело 129 становника, а густина насељености је износила 10,63 становника/km². Општина се простире на површини од 12,13 km². Налази се на средњој надморској висини од 426 метара (максималној 516 m, а минималној 397 m).

## Демографија
| 1962. | 1968. | 1975. | 1982. | 1990. | 1999. | 2011. |
| ----- | ----- | ----- | ----- | ----- | ----- | ----- |
| 229   | 266   | 203   | 181   | 135   | 107   | 129   |

График промене броја становника у току последњих година